# Eric Wiebes
Eric Derk Wiebes (ur. 12 marca 1963 w Delfcie) – holenderski polityk, inżynier i samorządowiec, w latach 2014–2017 sekretarz stanu ds. finansów, w latach 2017–2021 minister spraw gospodarczych i polityki klimatycznej.

## Życiorys
W 1981 ukończył szkołę średnią w Bussum. Następnie do 1986 studiował inżynierię mechaniczną na Uniwersytecie Technicznym w Delfcie. W 1983 był słuchaczem filozofii na Uniwersytecie Erazma w Rotterdamie. W latach 1987–1990 pracował w koncernie paliwowym Shell, następnie do 1993 w firmie konsultingowej McKinsey & Company. W latach 1993–2004 był starszym partnerem w przedsiębiorstwie doradczym OC&C Strategy Consultants.
W pierwszej połowie lat 80. należał do Partii Ludowej na rzecz Wolności i Demokracji (VVD), do aktywności partyjnej powrócił w 2005. W latach 2004–2007 był dyrektorem departamentu w ministerstwie spraw gospodarczych, następnie do 2010 zastępcą sekretarza generalnego tego resortu. W latach 2010–2014 wchodził w skład zarządu miejskiego w Amsterdamie jako wethouder do spraw transportu i infrastruktury.
W lutym 2014 z rekomendacji VVD został sekretarzem stanu ds. finansów w drugim rządzie Marka Rutte. W październiku 2017 w trzecim gabinecie tego samego premiera przeszedł na stanowisko ministra spraw gospodarczych i polityki klimatycznej. Zrezygnował w styczniu 2021 w związku z ujawnioną sprawą nieprawidłowej działalności organów administracji skarbowej (w tym w okresie pełnienia przez niego funkcji sekretarza stanu).